# Geoffrey Rufus
Geoffrey Rufus (... – Durham, 6 maggio 1141) è stato un politico e vescovo inglese.
Rufus fu lord cancelliere d'Inghilterra sotto il regno di Enrico I, dal 1123 al 1133, e vescovo di Durham (1133–1141).

## Biografia
Nulla si sa dei rapporti di parentela di Rufus, così come non sono note le circostanze per cui acquisì il soprannome di "Rufus".
Egli era un cancelliere reale prima di essere nominato decimo lord cancelliere e lord custode di Inghilterra, dal 1123 al 1133.
Rufus aveva lavorato anche per il precedente lord cancelliere Ranulf.
Potrebbe avere iniziato la sua carriera come cancelliere di Roger di Salisbury, il primo ministro di re Enrico I, poiché compare per la prima volta come testimone di un decreto di Roger del 1114.
Dal decreto, si desume che Rufus fosse spesso in Inghilterra, anche se il re Enrico si trovava in Normandia.
Nel Pipe Roll del 1130, egli ottenne la custodia di molte più terre reali di tutti gli altri ufficiali.
Dopo che Geoffrey Rufus divenne vescovo, il re decise di mantenere vacante l'ufficio di lord cancelliere fino alla sua morte.
Le funzioni dell'ufficio furono eseguite dal capo dello scriptorium, Robert de Sigello.
Rufus fu nominato vescovo della sede di Durham attorno al 14 maggio 1133 e fu consacrato il 6 agosto dello stesso anno.
L'intronizzazione avvenne il 10 agosto 1133.
La sede era stata vacante sin dal 1128. Dapprincipio Geoffrey fu in contrasto con il capitolo della cattedrale, ma la pace fu raggiunta quando il vescovo concesse ai monaci i loro privilegi.
Rufus fu anche un benefattore della Abbazia di Newminster.
Sotto l'episcopato di Rufus, la casa capitolare di Durham fu completata. Rufus impiegò come cancelliere William Cumin, che dopo la morte di Rufus cospirò con il re Davide I di Scozia per assediare la sede di Durham.
Quando re Stefano salì al trono alla morte di re Enrico, Rufus riconobbe Stefano come re, ma non frequentava spesso la corte reale.
Nel 1136, un trattato di pace tra re Davide e re Stefano fu firmato a Durham, ma nel 1138 il castello di Norham di proprietà di Rufus si arrese a re Davide, un atto che portò alla condanna del vescovo per non aver saputo difendere adeguatamente il castello.
Geoffrey Rufus, comunque, rifiutò l'offerta di Davide di restituire Norham in cambio della rinuncia a sostenere re Stefano.
Per rappresaglia, Norham fu distrutto.
Sembra che Rufus non abbia appoggiato alcuna parte durante la Battaglia dello Stendardo dell'agosto 1138.
Verso il termine della sua vita, a causa del fatto che re Davide invase l'Inghilterra settentrionale per sostenere l'Imperatrice Matilda, la maggior parte delle diocesi era sotto il controllo del sovrano scozzese.
Rufus si sposò ed ebbe almeno una figlia, che si sposò con Roberto di Amundeville, e un figlio, Geoffrey, che non sembra aver avuto rapporti con la politica, sebbene possedesse una tenuta nel Dorset di 18,5 hide.
Rufus morì il 6 maggio 1141.
Fu sepolto nella casa capitolare della Cattedrale di Durham.
La sua tomba fu identificata e scavata nel XIX secolo.

## Genealogia episcopale
La genealogia episcopale è:
- Papa Callisto II
- Arcivescovo Thurstan
- Vescovo Geoffrey Rufus